# Node 4 (ISS)

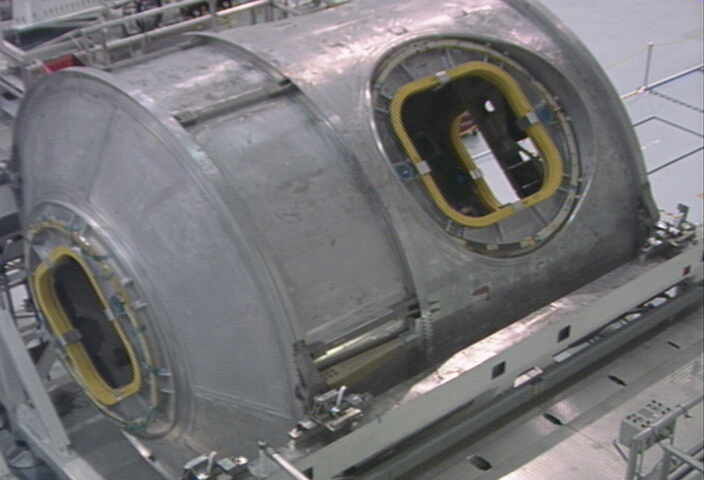
Le Node STA dans le Space Station Processing Facility en 2010

Le Nœud 4 (en anglais : Node 4), également connu sous l'appellation Docking Hub System (DHS), est un module abandonné de la Station spatiale internationale dont la réalisation fut évoquée pour la première fois en 2010.
Le Node 4 aurait été construit en réutilisant le module qui avait servi à tester la conception du premier nœud Unity, le Node Structural Test Article (STA). À l'époque, des défauts de conception avaient été découverts et ce module, le STA (ex-Node 1), avait été entreposé au Centre spatial Kennedy. Ce module, s'il était lancé, serait amarré au port avant du module Harmony. Comme le Node 4 n'a pas pu être achevé avant la mise à la retraite de la navette spatiale américaine programmée en 2011, il aurait dû être lancé par un lanceur classique : soit une Atlas V soit une fusée Delta IV.
L'ajout de ce module faisait partie du projet d'agrandissement de la station spatiale internationale, inscrit au budget 2011 du président américain Barack Obama.
Le projet semble aujourd'hui abandonné.